# 赫尔曼·弗雷泽
赫尔曼·弗雷泽（英語：Herman Frazier，1954年10月29日—），美国男子田径运动员，主攻短跑。他曾代表美国参加1976年夏季奥林匹克运动会田径比赛，获得一枚金牌和一枚铜牌。